# Manuel Gomes da Costa
Manuel de Oliveira Gomes da Costa (Lisbona, 14 gennaio 1863 – Lisbona, 17 dicembre 1929) è stato un generale e politico portoghese.

## Biografia

### Infanzia
Nacque a Lisbona da Carlos Dias da Costa, un sergente dell'esercito portoghese, e Madalena de Oliveira; ebbe due sorelle minori Lucrécia e Amália. La sua carriera militare incominciò a 10 anni, quando iniziò a frequentare il Colégio Militar di Lisbona.

### Nell'esercito
Come soldato si distinse nelle campagne militari condotte nelle colonie di Africa e di India. Dopo che il Portogallo entrò in guerra a fianco degli alleati nel 1917, commandò la seconda divisione dell'Corpo Expedicionário Português. Partecipò alla Quarta battaglia di Ypres, dove 400 soldati portoghesi morirono e 6 500 furono presi prigionieri. Anche la divisione comandata da Gomes da Costa subì perdite pesanti e fu di fatto spazzata via.
Al termine della prima guerra mondiale fu promosso al grado di generale.

### Colpo di Stato del 28 maggio

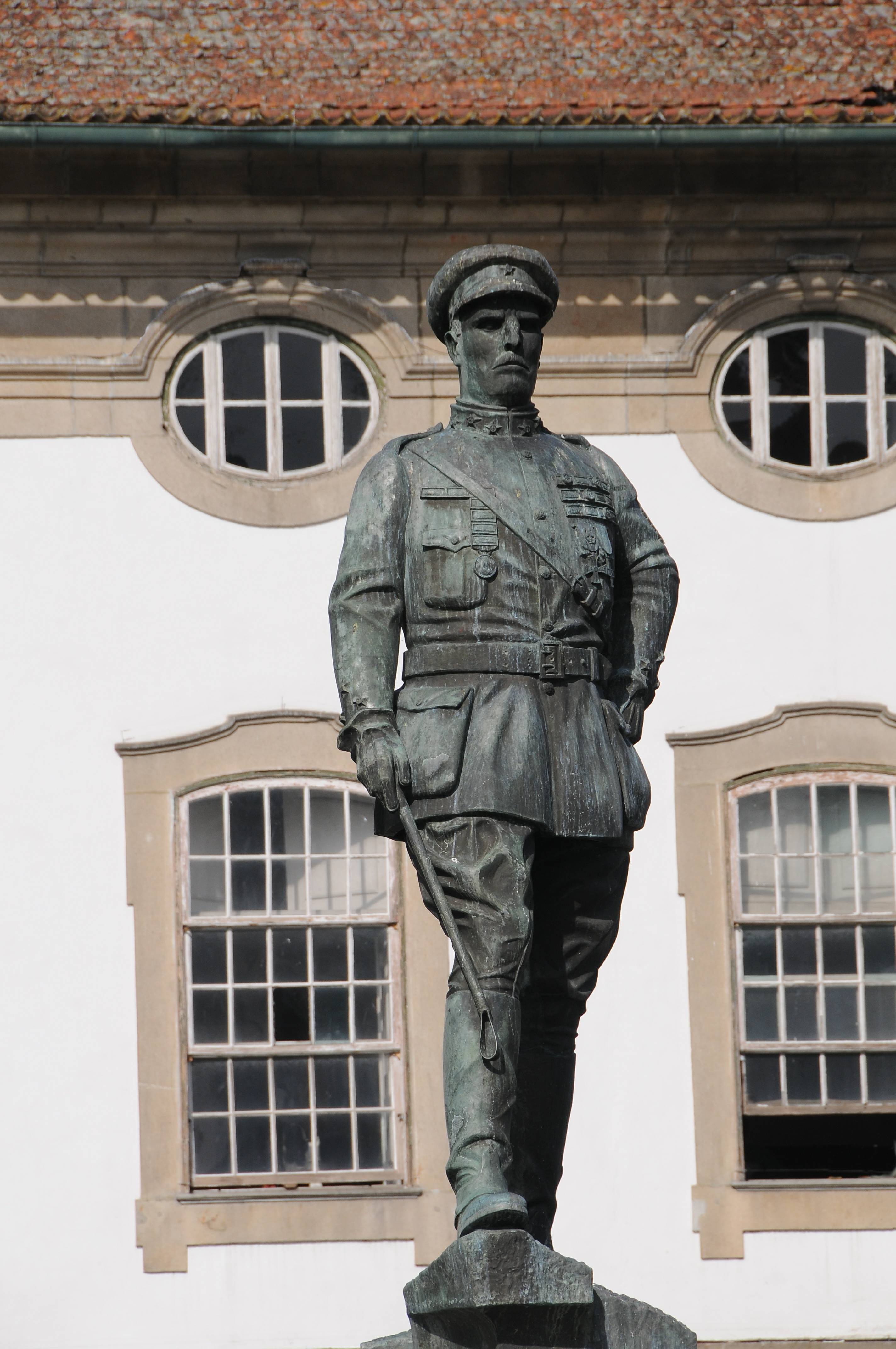
Statua del generale a Braga che ricorda il colpo di Stato del 28 maggio

Gomes da Costa un convinto monarchico si fece convincere da vari gruppi legati alla destra a guidare quel che sarebbe diventato noto come colpo di Stato del 28 maggio 1926 che si poneva l'obiettivo di destituire il governo e il presidente in carica. Accettò questo onere dopo che José Augusto Alves Roçadas, anch'egli un generale, la prima scelta per guidare il colpo di Stato, si ammalò e morì in aprile.
Il 28 maggio Gomes da Costa partì con i suoi soldati da Braga e giunse a Lisbona, dove già il generale José Mendes Cabeçadas aveva guidata l'insurrezione dei soldati presenti in città. Il presidente al tempo in carica, Bernardino Machado, nominò proprio Cabeçadas come nuovo primo ministro e come nuovo presidente della Repubblica. 

### Governo e caduta in disgrazia
Cabeçadas però era inviso sia da Gomes da Costa che dal generale Oscar Carmona. I due si riunirono il 17 giugno 1926 a Sacavém per decretarne la caduta. Al contempo Gomes da Costa assunse entrambe le cariche politiche detenute da Cabeçadas e formò un nuovo governo, in cui per la prima volta comparve, seppur soltanto per due giorni, l'economista e futuro primo ministro António de Oliveira Salazar.
Come ministro degli affari esteri Gomes da Costa nominò il generale Carmona, ma presto fra i due si generarono attriti poiché proprio come Cabeçadas, anche Gomes da Costa non era intenzionato a solidificare il controllo militare sullo Stato. Al contrario, Carmona insieme ad altri esponenti del governo, più estremisti, vedevano il potere militare come obbligatorio per stabilizzare la repubblica. Il 6 luglio 1926 Gomes da Costa riuscì finalmente nell'intento di rimuovere Carmona dal suo incarico ministeriale, ma questi cospirò insieme al generale João José Sinel de Cordes complottò per un nuovo colpo di Stato. I due riuscirono nel loro intento il 9 luglio successivo, quando Gomes da Costa fu dichiarato inabile al governo e Carmona assunse entrambi gli incarichi da egli precedentemente detenuti.

### Morte
Dopo il colpo di Stato che lo rimosse dal potere fu esiliato sulle isole Azzorre, pur venendo promosso a maresciallo dell'esercito. Ritornò in Portogallo nel settembre 1927, già molto malato e morì alcuni mesi dopo.

## Vita privata
Il 15 maggio 1885 sposò a Penamacor Henriqueta Júlia de Mira Godinho (1863–1936) e i due ebbero 3 figli: Estela (1889–1968), Maria Manuela (1891–1969) e Carlos (1892–1967).